# Гауер (Мисури)
Гауер (енгл. Gower) град је у америчкој савезној држави Мисури.

## Демографија
По попису из 2010. године број становника је 1.526, што је 127 (9,1%) становника више него 2000. године.
| Група             | 2000.         | 2010.         |
| Белци             | 1.379 (98,6%) | 1.495 (98,0%) |
| Афроамериканци    | 2 (0,1%)      | 6 (0,4%)      |
| Азијати           | 0 (0,0%)      | 3 (0,2%)      |
| Хиспаноамериканци | 11 (0,8%)     | 6 (0,4%)      |
| Укупно            | 1.399         | 1.526         |